# Athol (Neuseeland)
Athol ist ein kleiner Ort im Southland District der Region Southland auf der Südinsel von Neuseeland.

## Namensherkunft
Der Name geht entweder auf Harry Athol, den Betreiber des ersten Hotels des Ortes, oder auf den schottischen Heimatort des frühen Landeigentümers W.B. Rogers zurück. Auch der Bezug zu Atholl im schottischen Perthshire ist möglich, aus dem der ehemalige Superintendent der damaligen Provinz Southland, James Menzies, stammte.

## Geografie
Athol liegt rund 55 km südlich von Queenstown auf halbem Wege zwischen Lumsden im Südwesten und Kingston im Nordosten direkt am New Zealand State Highway 6. Die nächstgelegenen Orte am Highway sind Parawa im Südwesten und Nokomai im Nordosten. Durch den Ort fließt der Mataura River, der in den nordwestlich gelegenen Eyre Mountains entspringt, und südlich den Eyre Creek aufnimmt. Im Südosten liegen die Garvie Mountains. Beide Bergketten steigen innerhalb weniger Kilometer auf über 1000 Meter an.